# Ønskebarn
Ønskebarn er en dokumentarfilm instrueret og efter manuskript af Katia Forbert Petersen fra 1990.

## Handling
Dokumentarfilm om reagensglasbefrugtning.